# ブレシア大爆発
ブレシア大爆発 は、1769年8月18日にブレシア (現イタリア領)で発生した、落雷による火薬爆発事故。広範囲にわたる破壊が起き、記録によっては多いもので3000人の死者（ただしこれはおそらく誇張、公式記録は400人）が出るという、歴史上でも屈指の大惨事となった。

## 爆発
1769年8月18日、ブレシアの聖ナザロ要塞に雷が落ちた。これにより、ヴェネツィア共和国が蓄えていた90,000kg (あるいは200,000ポンド)の火薬が爆発した。巨石が半径1キロメートルもの範囲に吹き飛ばされて、人や家屋、サンティ・ナザロ・エ・チェルソ教会をはじめとした教会を押しつぶした。家屋や店舗の扉や市門は吹き飛ばされ、砕け散ったガラスが降り注いだ。
大爆発により、ブレシアの街の6分の1が破壊された。死者数は文献によって異なり、後にイギリス人が3,000人死んだと報告しているが、2年後に発表された公式記録では、死者400人、負傷者800人とされている。フランスの小説家ルイ＝セバスチャン・メルシエは、1770年の代表作のひとつL'An 2440, rêve s'il en fut jamaisで、2,500人がブレシア大爆発で死亡したとしている。
1771年にはシピオーネ・ガルベッリが惨劇の記録であるLe Rovine di Bresciaを出版した。

## 影響
ブレシア大爆発を受けて、イギリスでは私有工場や火薬庫の管理に関する法律が制定された。落雷対策に避雷針が設置されることになり、政府内では先が鋭く尖ったものと鈍らせたもののいずれが効果的なのかという議論が起きたが、避雷針の発明者ベンジャミン・フランクリンの助言により、先の鋭い避雷針が採用された。
ブレシア市では、惨劇の記憶が長きにわたり住民の記憶に残った。1883年にアルフィアネッロ近くに隕石が落ちた時には、かつての爆発の時に吹き飛ばされたものが戻ってきたのだという噂が立った。